# Penedès

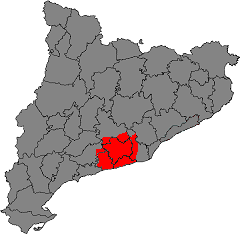
Penedès

Penedès är ett mångfasetterat vinområde som ligger i nordöstra Spanien, strax söder om Barcelona. 
Mest känt är det för att Spaniens mest kände vinmakare Miguel Torres Jr har sin bas här samt för att det centrum för Spaniens cavaindustri. Vin tros ha odlats i området sedan 400 år f.Kr. då det introducerades av grekiska sjöfarare. 

## Områden och druvor
Området kan delas in i tre distinkt olika underregioner:

### Baix Penedès
Närmast kusten ligger Baix-Penedès (Nedre Penedès). Detta är det varmaste området och där finns främst traditionella spanska vita druvsorter Xarel-lo och Macabeo, samt röda som Tempranillo, Garnacha, Monastrell, Cariñena och Malvasia.

### Penedès Central
En bit in från kusten hittar vi nästa område C (Centrala Penedès) som ligger i en dalgång på cirka 500 meters höjd. Här är temperaturen något lägre och det är här den största mängden av cavaindustrins druvor odlas (De gröna druvorna Macabeo, Xarel-lo och Parellada). Genom ständiga experiment och innovationer har odlare också lyckats odla internationella druvsorter med stor framgång, främst Cabernet Sauvignon och Chardonnay men även Cabernet Franc, Pinot Noir, Sauvignon Blanc och Merlot.

### Alt Penedès
Ännu längre från kusten, och ännu lite högre, hittar vi Alt Penedès (Övre Penedès). Detta är det svalaste området och ligger på upp till 800 meters höjd ovanför havet. Dessa vingårdar utgör några av de högsta i Europa. Här odlas traditionellt den gröna druvan Parellada, som har sitt ursprung i Penedès. På senare år har även andra gröna druvsorter etablerats här, som Muscat, Riesling, Gewürztraminer, Chenin Blanc och Chardonnay.

### Regionindelning
Ovanstående tre vindistrikt sammanfaller endast delvis med områdets tre comarcor: Alt Penedès, Baix Penedès och Garraf.

## Producenter i urval

### Stilla viner
- Miguel Torres Jr (En mycket innovativ vinmakare och duktig marknadsförare som gjort mycket för att utveckla Spaniens vinindustri.)
- Jean Leon (Några av Spaniens bästa viner. Har ett partnerskap med Miguel Torres.)
- Albet I Noya (Spaniens första och största producent av ekologiska kvalitetsviner.)
- René Barbier (Kända för sina Cabernet Sauvignon och Chardonnay-viner. Ingår numera i Freixenet)

### Cava
- Codorníu (Först med cavaproduktion redan 1872 och idag en av de två största tillsammans med Freixenet. Familjeägt.)
- Freixenet (Kom igång 1889 och har sedan dess varit Codorníus största konkurrent. Mycket stora på den svenska marknaden. Familjeägt.)
- Juvéy Camps (Traditionell, familjeägd firma känd för exklusiv cava.)
- Raventôs i Blanc (Boutique Cava)